# 큰관코과일박쥐
넓은줄무늬관코과일박쥐 또는 큰관코과일박쥐(Nyctimene aello)는 큰박쥐과에 속하는 박쥐의 일종이다. 인도네시아 서파푸아 주와 파푸아뉴기니에서 발견된다. 낮은 개체밀도를 갖고 있다고 간주하고 있음에도 불구하고, 국제 자연 보전 연맹(IUCN)은 이 개체군을 안정적이고 큰 멸종 위협없이 현재 상태가 계속될 것으로 평가하고 있다. 국제자연보전연맹은 검은관코과일박쥐(Nyctimene celaeno)은 큰관코과일박쥐의 이명으로 간주하지만, 2013년 기준으로 통합분류정보시스템(ITIS)은 별도의 종으로 분류하고 있다.